# Bitter Tears: Ballads of the American Indian
Bitter Tears: Ballads of the American Indian ist das 20. Studioalbum des US-amerikanischen Country-Sängers Johnny Cash. Es erschien am 1. Oktober 1964 bei Columbia Records und wurde von Don Law und Frank Jones produziert.
Es handelt sich um ein Konzeptalbum, auf dem Cash das Schicksal der US-amerikanischen Ureinwohner anhand von biografischen und fiktiven Geschichten besingt.

## Songs
- As Long As the Grass Shall Grow handelt von einem realen Indianerstamm und erzählt, wie dieser von der Regierung der USA immer wieder betrogen wurde und Verträge gebrochen wurden. Der Titel stammt von einem Roman von Oliver La Farge, dem Vater des Folksängers Peter La Farge.
- Apache Tears thematisiert Vergehen der weißen Siedler an den Indianern.
- Custer erzählt die Geschichte von George Armstrong Custer und zerstört sein Image als amerikanischer Held, indem sein unmenschlicher Charakter hervorgehoben wird. So heißt es im Text u. a., dass er Kinder, Hunde und Frauen umgebracht habe.
- The Talking Leaves handelt von dem Indianer-Jungen Sequoia, der nach einer Schlacht weiße Blätter findet, die der weiße Mann zum Schreiben nutzte. Mit der Zeit entwickelt er das Alphabet der Indianer und meißelt dies in einen Stein.
- The Ballad of Ira Hayes gibt die wahre Geschichte des Pima-Indianers Ira Hayes wieder, der 1945 einer der Männer war, die auf Joe Rosenthals Fotografie Raising the Flag on Iwo Jima zu sehen war. Nachdem er eine Zeit lang als Kriegsheld gefeiert wurde, wurde er anschließend ein Opfer von Diskriminierung. Er verfiel dem Alkohol und starb obdachlos und verarmt.
- Drums erzählt davon, wie der weiße Mann versucht, indianische Kinder umzuerziehen, um sie von ihrem traditionellen Lebensstil abzubringen, doch ein Junge wendet sich gegen die Autoritäten und hinterfragt das System.
- White Girl handelt von einem Mann, der wie Ira Hayes dem Whiskey verfällt, nachdem seine Geliebte klargemacht hat, dass sie ihn nicht heiraten wird, weil er Indianer ist, obwohl sie seine Liebe erwidert.
- Das Album schließt mit der düsteren Ballade The Vanishing Race, in der ein Häuptling eine Vision empfängt und begreift, dass die Tage seines Volkes gezählt sind. Der Titel des Songs bezieht sich auf eine gleichnamige Fotografie des amerikanischen Fotografen Edward S. Curtis, der im späten 19. und frühen 20. Jahrhundert amerikanische indigene Stämme ablichtete. Das 1904 entstandene Foto The vanishing race zeigt auch im Song erwähnte Indianer des Nevajo-Stammes, die auf Pferden in die Prärie reiten, die hier als eine ungewisse Zukunft interpretiert werden kann.[1]

## Entstehung
Zunächst nahm Cash The Ballad of Ira Hayes auf, das trotz des Boykotts einiger Radiostationen Platz drei der Billboard-Country-Single-Charts erreichte. Man riet Cash, der sich sehr für die Geschichte der amerikanischen Ureinwohner interessierte, ein Konzeptalbum mit diesem Schwerpunkt aufzunehmen.
Fünf der Songs wurden von Peter La Farge geschrieben, der mit seinen Autorenbeiträgen für den leicht politischen Unterton verantwortlich war. Die Behandlung der Indianer wurde erst einige Jahre später in der breiten Öffentlichkeit diskutiert. Songs wie As Long As the Grass Shall Grow und Drums werfen der US-Regierung inakzeptables Verhalten vor.
Überraschend wurde das Album ein Erfolg; es erreichte den zweiten Platz der Country-Alben-Charts. In der Kategorie Bestes Country & Western Album wurde es im Folgejahr für einen Grammy Award nominiert.

## Titelliste
1. As Long as the Grass Shall Grow (Peter La Farge) – 6:10
2. Apache Tears (Cash) – 2:34
3. Custer (La Farge) – 2:20
4. The Talking Leaves (Cash) – 3:55
5. The Ballad of Ira Hayes (La Farge) – 4:07
6. Drums (La Farge) – 5:04
7. White Girl (La Farge) – 3:01
8. The Vanishing Race (Cash, Johnny Horton) – 4:02

## Kritiken
Bei allmusic.com wird das Werk als „ein sensibler und klarer Blick auf die unfaire Behandlung der Ureinwohner Amerikas“ bezeichnet. Es sei „stark und bewegend und das beste Amerika-Album Cashs aus den 60er Jahren“.